# Aldeaquemada
Aldeaquemada – gmina w Hiszpanii, w prowincji Jaén, w Andaluzji, o powierzchni 120,28 km². W 2011 roku gmina liczyła 550 mieszkańców.